# Trailblazer
Trailblazer es un videojuego desarrollado por Gremlin Graphics para máquinas de 8 bits (Atari 8-bit, Amstrad CPC, Commodore 64, MSX y ZX Spectrum.

## Juego
El juego consistía básicamente en llevar a una pelota a través de una serie de plataformas.

## Actualización
Posteriormente la empresa Gizmondo Games produjo una versión para su máquina Gizmondo.